# الفطحية
الفطحية فرقة شيعية منقرضة وهم القائلون بامامة عبد الله الأفطح بن جعفر الصادق وليس لهم أتباع اليوم بدلا للإمام  موسى الكاظم ولم تدم أكثر من سبعين يوما.
«وكان عبد الله بن جعفر أكبر إخوته بعد إسماعيل، ولم تكن منزلته عند أبيه كمنزلة غيره من ولده في الإكرام، وكان متهما بالخلاف على أبيه في الاعتقاد، ويقال أنه كان يخالط الحشوية، ويميل إلى مذهب المرجئة. وادعى بعد أبيه الإمامة، واحتج بأنه أكبر إخوته الباقين، فاتبعه على قوله جماعة من أصحاب جعفر الصادق.»
يقول كبار المؤرخين الشيعة أنه بعد وفاة جعفر الصادق فإن غالبية شيعته أصبحوا فطحية، وأنه لم تكن غالبية العوام فقط بل غالبية المشايخ والففهاء لديهم أيضا. 
- "قالت الفطحية الاِمامة بعد جعفر في ابنه عبد اللّه بن جعفر الاَفطح.. فمالَ إلى عبد اللّه والقول بإمامته جُلَّ من قال بإمامة أبيه جعفر الصادق غير نفر يسير عرفوا الحقّ...[2]"

- "الفطحية هم القائلون بإمامة عبد اللّه بن جعفر الصادق.. والذين قالوا بإمامته عامة مشايخ العصابة وفقهائها وقد مالوا إلى هذه المقالة...[3]"

ولكن هذه الطائفة الفطحية لم تستمر على إمامة عبد الله والسبب في ذلك لأنه مات ولم يخلف ذكراً فشك القوم في إمامته، «فرجع عامة الفطحية من القول بإمامته سوى قليل منهم إلى القول بإمامة موسى بن جعفر وقد كان رجع جماعة منهم في حياته ثم رجع عامتهم بعد وفاته »